# Carl Engelen
Pour les articles homonymes, voir Engelen.
Charles Carl Engelen, né le 4 février 1948 à Bouwel en Belgique, est un footballeur international aspirant belge qui joue au poste de gardien de but et passe toute sa carrière professionnelle au Lierse SK. Après avoir raccroché les crampons, il devient brièvement entraîneur principal puis se consacre exclusivement à l'entrainement des gardiens.

## Biographie

### Carrière de joueur
Formé à l'Excelsior Bouwel, il intègre l'équipe première de ce club dès ses 16 ans. Le Lierse SK le recrute l'année suivante.
Il passe vingt saisons devant les cages des Pallieters et atteint à deux reprises la finale de la Coupe de Belgique, en 1969 (victoire, 2-0 face au Racing White) et 1976 (défaite, 0-4 face au RSC Anderlecht).
Sélectionné à plusieurs reprises de 1969 à 1976, il compte 4 capes chez les aspirants, l'équipe nationale B. Il figure dans la sélection étendue préalable à la Coupe du monde de 1970 mais ne sera finalement pas repris par Raymond Goethals parmi les 22 joueurs qui s'envolent pour le Mexique.
Entre 1985 et 1987, il termine sa carrière de joueur en cumulant avec la fonction d'entraîneur du petit club du K VV OG Vorselaar, qui vient de redescendre en P1 anversoise.

### Carrière d'entraîneur
Après une saison comme joueur-entraîneur, Carl Engelen reste aux commandes de Vosselaar pendant deux autres saisons. Il est ensuite actif à l'Excelsior Bouwel, le club de ses débuts puis au KFC Nijlen.
En 1994, il revient dans giron du football professionnel en acceptant l'offre d'Eric Gerets qui fait de lui son entraîneur des gardiens au Lierse. Il fait partie du staff champion national en 1997.
Il est très longtemps responsable des "goalies" de Westerlo aux côtés de Jan Ceulemans et avec lequel il remporte la Coupe de Belgique en 2001.
L'âge ne semble pas avoir de prise sur Engelen qui, à près de 70 ans, continue d'accepter des jobs tant en Provinciale (KFC Herenthout de 2014 à 2016) qu'en Nationale (KFC Oosterzonen de 2016 à 2018). Il reste en 2018 dans le club fusionné Lierse Kempenzonen évoluant en D1B et qui s'installe au Lisp, siège de son club de cœur aujourd'hui disparu, le Lierse.
Il est encore ensuite actif au VC Poederlee en Provinciale 3A (Anvers) où son fils, Patrick Engelen, est responsable sportif et ce jusqu'à la disparition du club à la suite de la fusion avec le KFC Lille en 2021.

## Statistiques

### En club
| Saison                | Club                  | Championnat           | Championnat | Championnat | Coupe(s) nationale(s) | Coupe(s) nationale(s) | Compétition(s) continentale(s) | Compétition(s) continentale(s) | Compétition(s) continentale(s) | Total | Total |
| Saison                | Club                  | Division              | M.          | B.          | M.                    | B.                    | Comp.                          | M.                             | B.                             | M.    | B.    |
| 1964-1965             | Excelsior Bouwel      | Séries provinciales   | 16          | 0           | -                     | -                     | -                              | -                              | -                              | 16    | 0     |
| 1967-1968             | Lierse SK             | Division 1            | 7           | 0           | 2                     | 0                     | CI                             | 3                              | 0                              | 12    | 0     |
| 1968-1969             | Lierse SK             | Division 1            | 19          | 0           | 6                     | 0                     | -                              | -                              | -                              | 25    | 0     |
| 1969-1970             | Lierse SK             | Division 1            | 30          | 0           | 1                     | 0                     | CI+C2                          | 4+4                            | 0+0                            | 39    | 0     |
| 1970-1971             | Lierse SK             | Division 1            | 30          | 0           | -                     | -                     | -                              | -                              | -                              | 30    | 0     |
| 1971-1972             | Lierse SK             | Division 1            | 28          | 0           | 1                     | 0                     | C3                             | 8                              | 0                              | 37    | 0     |
| 1972-1973             | Lierse SK             | Division 1            | 29          | 0           | 4                     | 0                     | -                              | -                              | -                              | 33    | 0     |
| 1973-1974             | Lierse SK             | Division 1            | 26          | 0           | 1                     | 0                     | -                              | -                              | -                              | 27    | 0     |
| 1974-1975             | Lierse SK             | Division 1            | 38          | 0           | 2                     | 0                     | -                              | -                              | -                              | 40    | 0     |
| 1975-1976             | Lierse SK             | Division 1            | 36          | 0           | 6                     | 0                     | -                              | -                              | -                              | 42    | 0     |
| 1976-1977             | Lierse SK             | Division 1            | 34          | 0           | 2                     | 0                     | C2                             | 2                              | 0                              | 38    | 0     |
| 1977-1978             | Lierse SK             | Division 1            | 34          | 0           | 4                     | 0                     | -                              | -                              | -                              | 38    | 0     |
| 1978-1979             | Lierse SK             | Division 1            | 33          | 0           | 1                     | 0                     | CI+C3                          | 2+2                            | 0+0                            | 38    | 0     |
| 1979-1980             | Lierse SK             | Division 1            | 34          | 0           | 1                     | 0                     | -                              | -                              | -                              | 35    | 0     |
| 1980-1981             | Lierse SK             | Division 1            | 30          | 0           | 2                     | 0                     | -                              | -                              | -                              | 32    | 0     |
| 1981-1982             | Lierse SK             | Division 1            | 22          | 0           | 1                     | 0                     | -                              | -                              | -                              | 23    | 0     |
| 1982-1983             | Lierse SK             | Division 1            | 2           | 0           | 1                     | 0                     | -                              | -                              | -                              | 3     | 0     |
| 1983-1984             | Lierse SK             | Division 1            | 1           | 0           | -                     | -                     | -                              | -                              | -                              | 1     | 0     |
| 1984-1985             | Lierse SK             | Division 1            | 0           | 0           | -                     | -                     | -                              | -                              | -                              | 0     | 0     |
| Sous-total            | Sous-total            | Sous-total            | 433         | 0           | 35                    | 0                     | -                              | 25                             | 0                              | 493   | 0     |
| 1985-1986             | KVVOG Vorselaar       | Promotion B           | 11          | 0           | 1                     | 0                     | -                              | -                              | -                              | 12    | 0     |
| 1986-1987             | KVVOG Vorselaar       | Promotion B           | 2           | 0           | -                     | -                     | -                              | -                              | -                              | 2     | 0     |
| Sous-total            | Sous-total            | Sous-total            | 13          | 0           | 1                     | 0                     | -                              | -                              | -                              | 14    | 0     |
| Total sur la carrière | Total sur la carrière | Total sur la carrière | 462         | 0           | 36                    | 0                     | -                              | 25                             | 0                              | 523   | 0     |

### En sélections nationales
| Saison                | Sélection             | Phases finales        | Phases finales | Phases finales | Éliminatoires CDM | Éliminatoires CDM | Éliminatoires EURO | Éliminatoires EURO | Matchs amicaux | Matchs amicaux | Total | Total |
| Saison                | Sélection             | Compétition           | M              | B              | M                 | B                 | M                  | B                  | M              | B              | M     | B     |
| --------------------- | --------------------- | --------------------- | -------------- | -------------- | ----------------- | ----------------- | ------------------ | ------------------ | -------------- | -------------- | ----- | ----- |
| 1969-1970             | Belgique aspirants    | -                     | -              | -              | -                 | -                 | -                  | -                  | 1              | 0              | 1     | 0     |
| 1970-1971             | Belgique aspirants    | -                     | -              | -              | -                 | -                 | -                  | -                  | 1              | 0              | 1     | 0     |
| 1974-1975             | Belgique aspirants    | -                     | -              | -              | -                 | -                 | -                  | -                  | 1              | 0              | 1     | 0     |
| 1975-1976             | Belgique aspirants    | -                     | -              | -              | -                 | -                 | -                  | -                  | 1              | 0              | 1     | 0     |
| Total sur la carrière | Total sur la carrière | Total sur la carrière | -              | -              | -                 | -                 | -                  | -                  | 4              | 0              | 4     | 0     |

### Matchs internationaux
| Matchs aspirants de Carl Engelen | Matchs aspirants de Carl Engelen | Matchs aspirants de Carl Engelen          | Matchs aspirants de Carl Engelen | Matchs aspirants de Carl Engelen | Matchs aspirants de Carl Engelen | Matchs aspirants de Carl Engelen | Matchs aspirants de Carl Engelen                            |
| #                                | Date                             | Lieu                                      | Adversaire                       | Résultat                         | Compétition                      | Club                             | Notes                                                       |
| -------------------------------- | -------------------------------- | ----------------------------------------- | -------------------------------- | -------------------------------- | -------------------------------- | -------------------------------- | ----------------------------------------------------------- |
| 1                                | 5 novembre 1969                  | Stade de la Neuville, Charleroi, Belgique | Luxembourg                       | V 3 - 2                          | Match amical                     | Lierse SK                        | Titulaire, remplacé par Luc Sanders à la 15e minute de jeu. |
| 2                                | 14 novembre 1970                 | Stade de l'Armoricaine, Brest, France     | France espoirs                   | N 1 - 1                          | Match amical                     | Lierse SK                        | Titulaire.                                                  |
| 3                                | 8 décembre 1974                  | Stade Municipal, Luxembourg, Luxembourg   | Luxembourg                       | V 8 - 1                          | Match amical                     | Lierse SK                        | Titulaire.                                                  |
| 4                                | 24 avril 1976                    | Lisperstadion, Lierre, Belgique           | Luxembourg                       | V 3 - 0                          | Match amical                     | Lierse SK                        | Titulaire.                                                  |

## Palmarès

### En club
|  |  | Lierse SK - Coupe de Belgique (1) : - Vainqueur : 1969 - Finaliste : 1976 |